# Max Pfeffer (Verleger)
Max Pfeffer (geboren 6. Oktober 1884 in Krakau, Österreich-Ungarn; gestorben 1964 in New York City) war ein austroamerikanischer Verleger und Literaturagent.

## Leben
Max Pfeffer gründete 1915 einen Bühnen- und Musikverlag in Wien für das Lizenzgeschäft zwischen Theaterautoren und Bühnen, der Verlag hatte später Filialen in Leipzig, London und Paris. Pfeffer war auch als Musiker tätig und komponierte Schlager, im Jahr 1929 Das Lied vom kleinen Jackie, Text Peter Herz, als Einlage für das Bühnenstück Der Jazz-Sänger.
Nach dem Anschluss Österreichs im März 1938 wurde der Verlag arisiert, vom Verkaufspreis erhielt Pfeffer nichts. Er emigrierte mit Ehefrau und Tochter im Juni 1938 nach Frankreich und im Mai 1940 in die USA. In New York gründete er wieder eine Literaturagentur und vertrat die Exilanten Stefan Heym, Fritz Zorn und Oskar Maria Graf. 1949 verkaufte er seinen Bühnenverlag an den 1948 gegründeten Bühnen- und Musikverlag von Hans Pero.

## Werke (Auswahl)
Verleger
- Hermann Heinz Ortner: Das Märchen : Ein Traumspiel in 5 Akten. Musik von Franz Moser. Leipzig-Wien : Bühnenverlag Max Pfeffer, 1923.
- Ödön von Horváth: Mit dem Kopf durch die Wand : Komödie in einem Vorspiel und vier Akten: Regie- und Soufflierbuch. ONB
- Ödön von Horváth: Figaro läßt sich scheiden : Komödie in drei Akten (9 Bildern). ONB

Zeitungsbeiträge
- Jargonstücke, in: Neues Wiener Journal, 5. November 1921.
- Die Mark und die österreichischen Bühnenschriftsteller, in: Neues Wiener Journal, 4. November 1923.
- Ausländische Theaterstücke bevorzugt!, in: Neues Wiener Journal, 24. November 1927.
- Es gibt junge Dramatiker, in: Prager Tagblatt, 25. Februar 1933.

Schlagerkompositionen
- O Karolin, wie kannst du mir das antun, Text Peter Herz
- Das Lied vom kleinen Jackie, Text Peter Herz
- Weekend-Lied, Text Leo Einöhrl
- Wenn... im Mai, in der Krieau, Text Julius Brammer, 1930